# Chris Pitsch
Chris Pitsch ou Christiane Tedd, nascida como Christiane Pagliuca Tedd (São Paulo, 5 de agosto de 1971 — Rio de Janeiro, 20 de outubro de 1995), foi uma atriz e cantora brasileira.
Atuou em peças teatrais e musicais como em "Pássaro de Fogo" de Sebastião Apolônio (1980) ou "Draculinha" (1992). Sua única participação na TV foi na telenovela brasileira A Viagem (1994), produzida pela Rede Globo (1994) vivendo Bárbara.

## Morte
Christiane Tedd não era casada oficialmente, mas adotou o sobrenome do namorado como o seu nome artístico e morreu em 1995, quando um infarto causou a sua morte prematura aos 24 anos de idade. 